# مجموعة M81

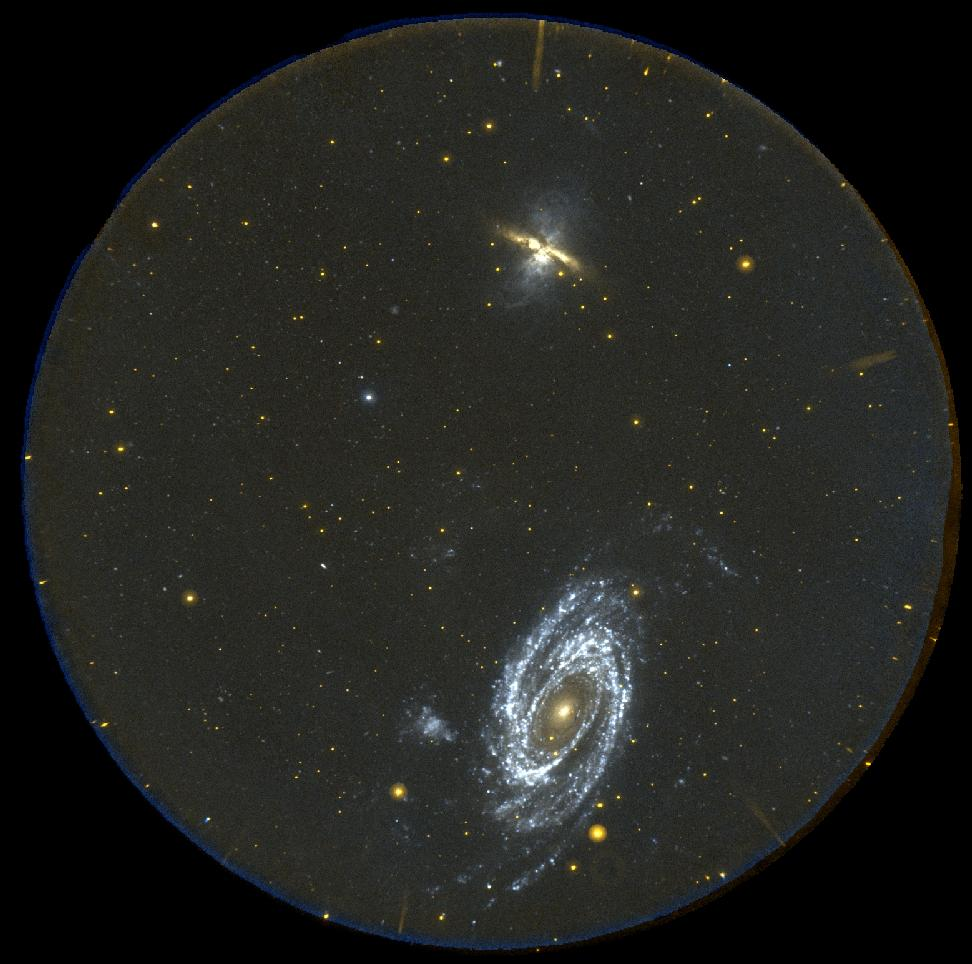
المجرتانM81 (أسفل) و M82 (أعلى) تشكلان قلب مجموعة مجرات م81. الصورة بتلسكوب تطور المجرات Galaxy Evolution Explorer. إلى اليسار ترى مجرة قزمة تابعة لمجرة م81

مجرة مسييه 81 وهي أكبر المجرات في هذه المجموعة ولذلك فقد سميت على اسمها.

موقع "مجموعة مجرات م81 " من ضمن جيران المجموعة المحلية.

مجموعة مجرات مسييه 81 هي مجموعة مجرات تتمركز في كوكبة الدب الأكبر وبعض الكوكبات المجاورة لها. المركز التقريبي لمجموعة المجرات هذه يقع على بُعد 11.4 سنة ضوئية تقريباً وهي بذلك واحدة من أقرب المجموعات المجرية إلينا. تحتوي هذه المجموعة على 34 مجرة معروفة. هذه المجموعة ومجموعة المجرات المحلية (التي تقع فيها درب التبانة) كلاهما جزء من مجموعة العذراء العظمى. لا تنتمي جميع المجرات في هذه المجموعة إلى كوكبة الدب الأكبر فمثلا بعضها ينتمي إلى كوكبة التنين. توجد مجرتان فقط في هذه المجموعة تنتميان إلى فهرس مسييه وهما «م81» و«م82».

## تفاعلات داخل المجموعة
تتفاعل كل من مسييه 81 ومسييه 82 و NGC 3077 بقوة مع بعضها البعض. تشير مشاهدات خط الهيدروجين البالغ قطره 21 سم إلى كيفية ارتباط المجرات. أدت تفاعلات الجاذبية إلى تجريد بعض غاز الهيدروجين من جميع المجرات الثلاث ، مما أدى إلى تكوين هياكل غاز خيطية داخل المجموعة. ثبت أن جسور الهيدروجين المتعادل (كهربيا) تربط M81 بـ M82 و إن جي سي 3077 . علاوة على ذلك ، تسببت التفاعلات أيضًا في سقوط بعض الغازات البينجمية في مركزي ميسييه 82 و NGC 3077 ، مما أدى إلى نشاط انفجار نجمي قوي (أو تكوين العديد من النجوم الجديدة) داخل مراكز هاتين المجرتين. تم استخدام المحاكاة الحاسوبية لتفاعلات المد والجزر في المادة لاستبيان كيفية تكوين الهيكل الحالي للمجموعة.

## صور لمجموعة ام81

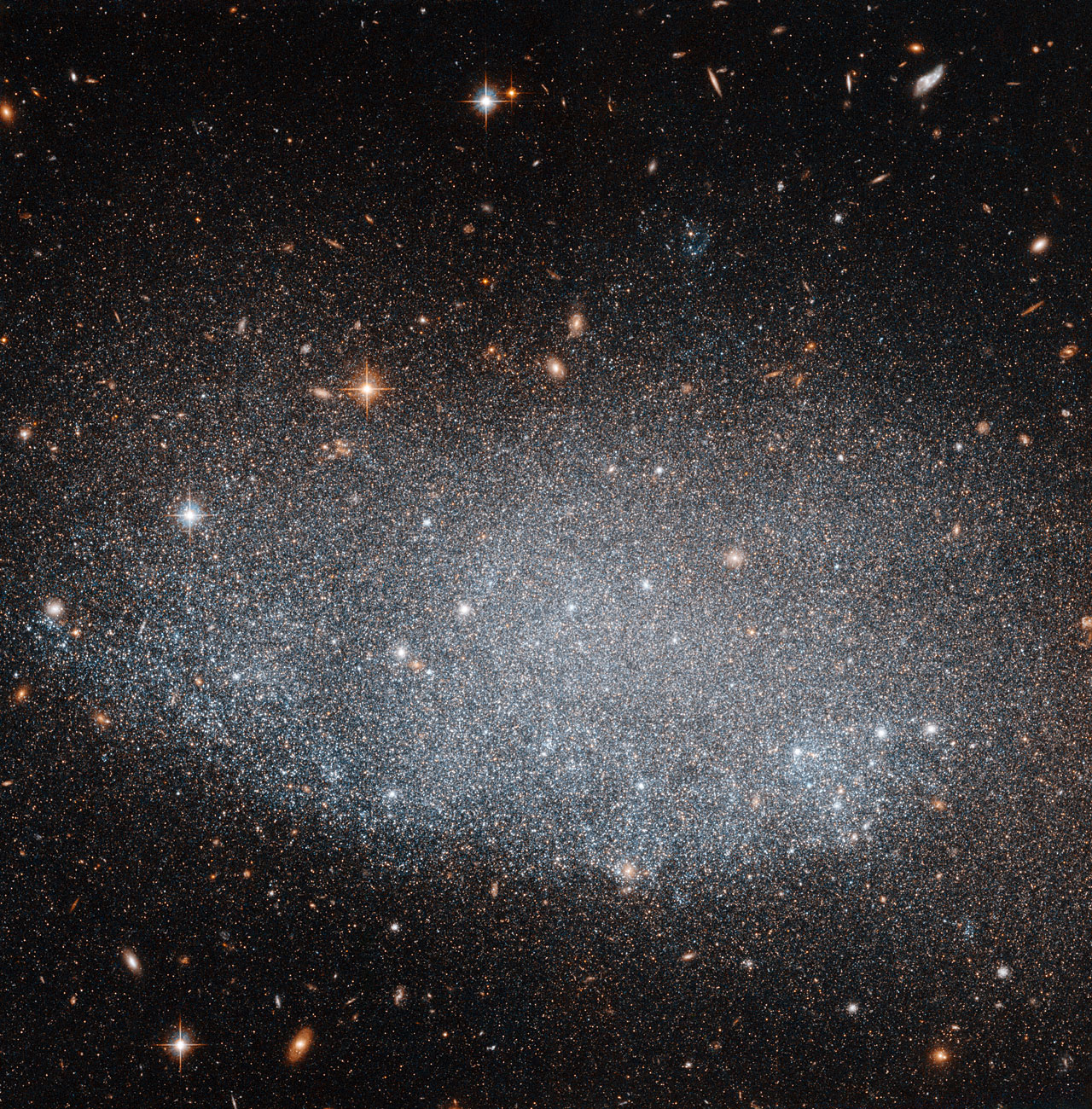
UGC 8201 مجرة قزمة
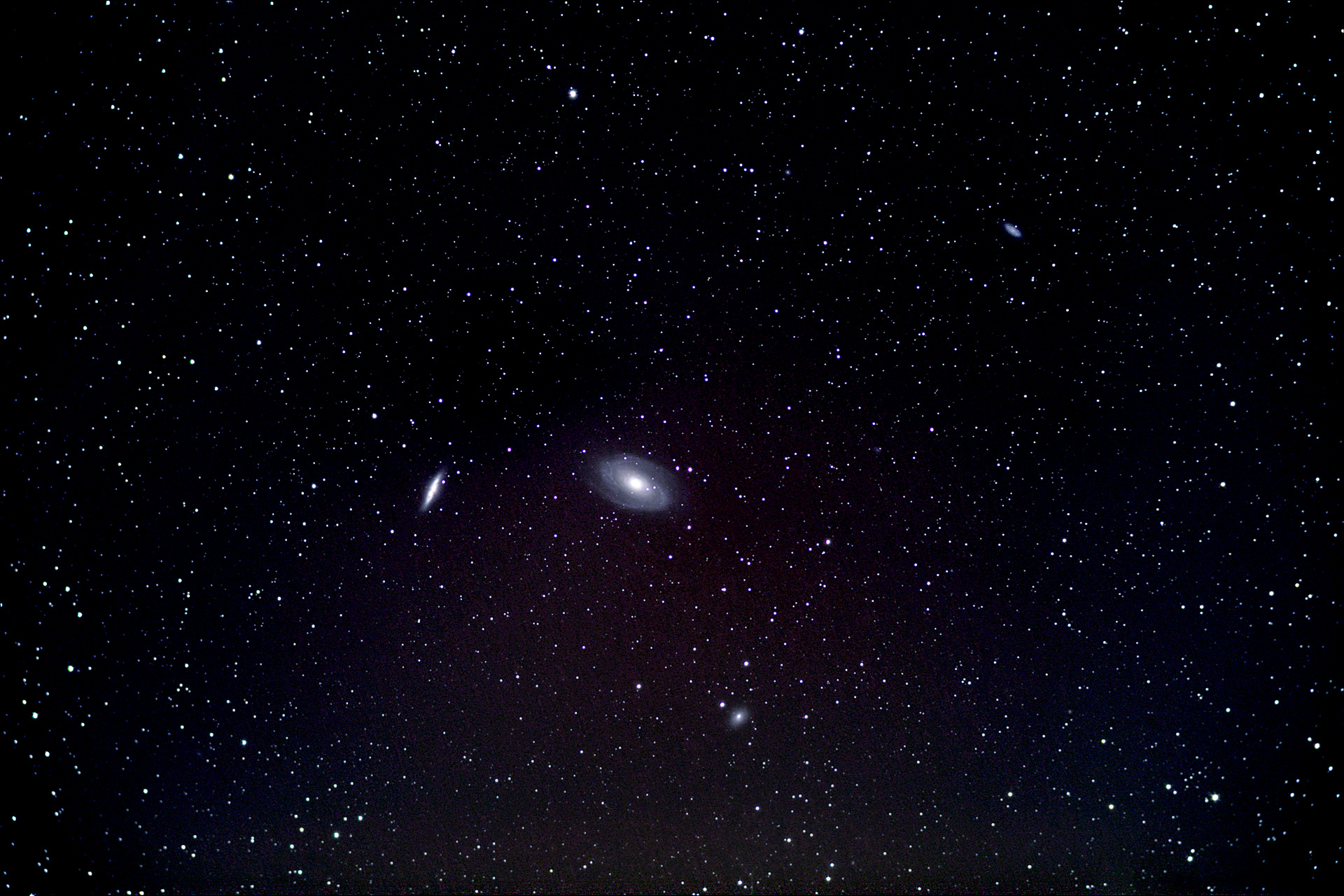
صورة من أحد هواة علم الفلك للمجموعة: 33 من الأجرام مجتمعة في زاوية باتساع 1 درجة.
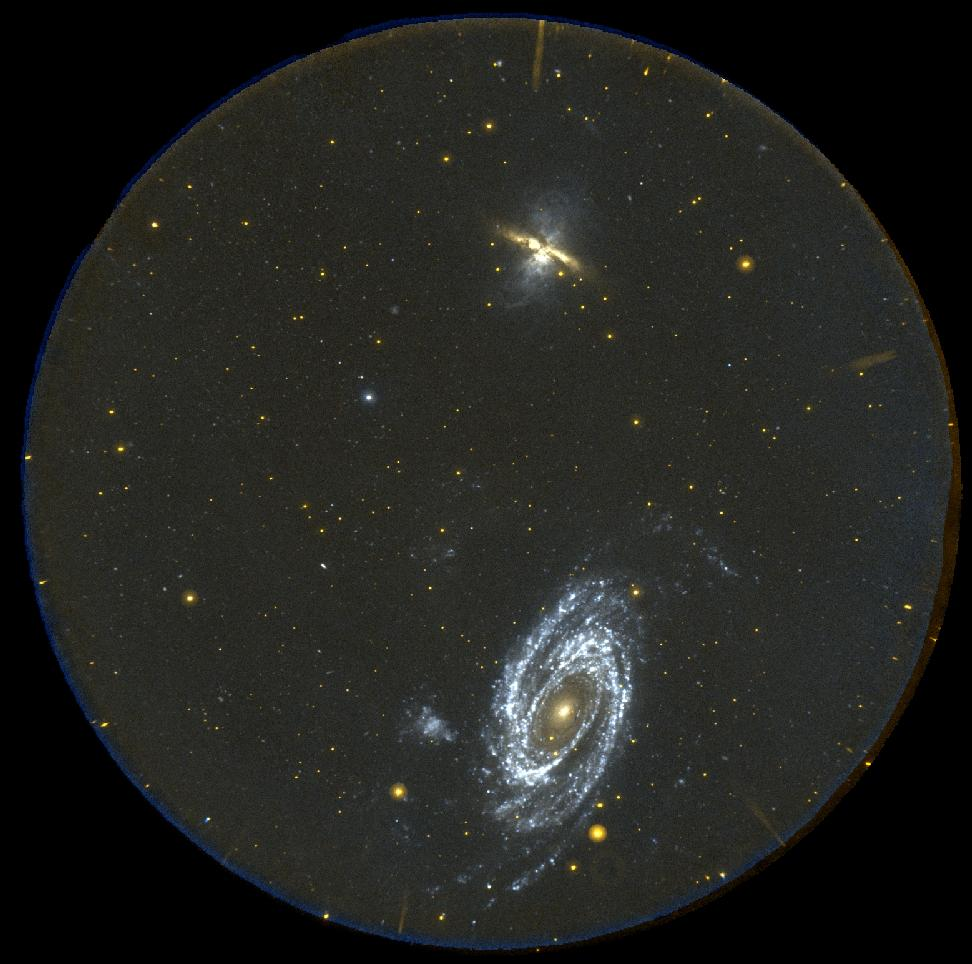
المجرتان الحلزنيتان 81 و 82 والمجرة القزمة Holmberg IX
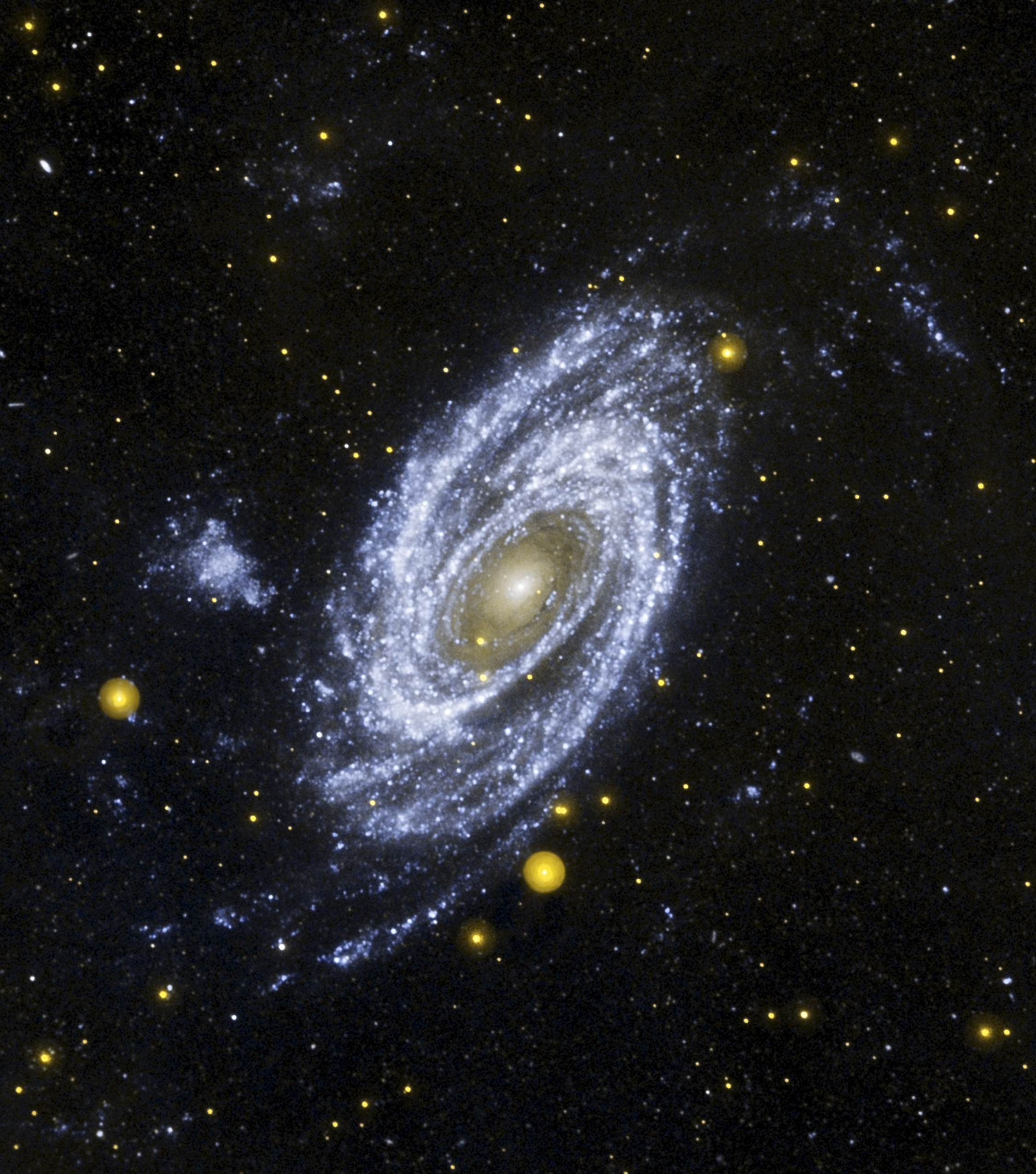
صورة مسييه 81 من مرصد GALEX
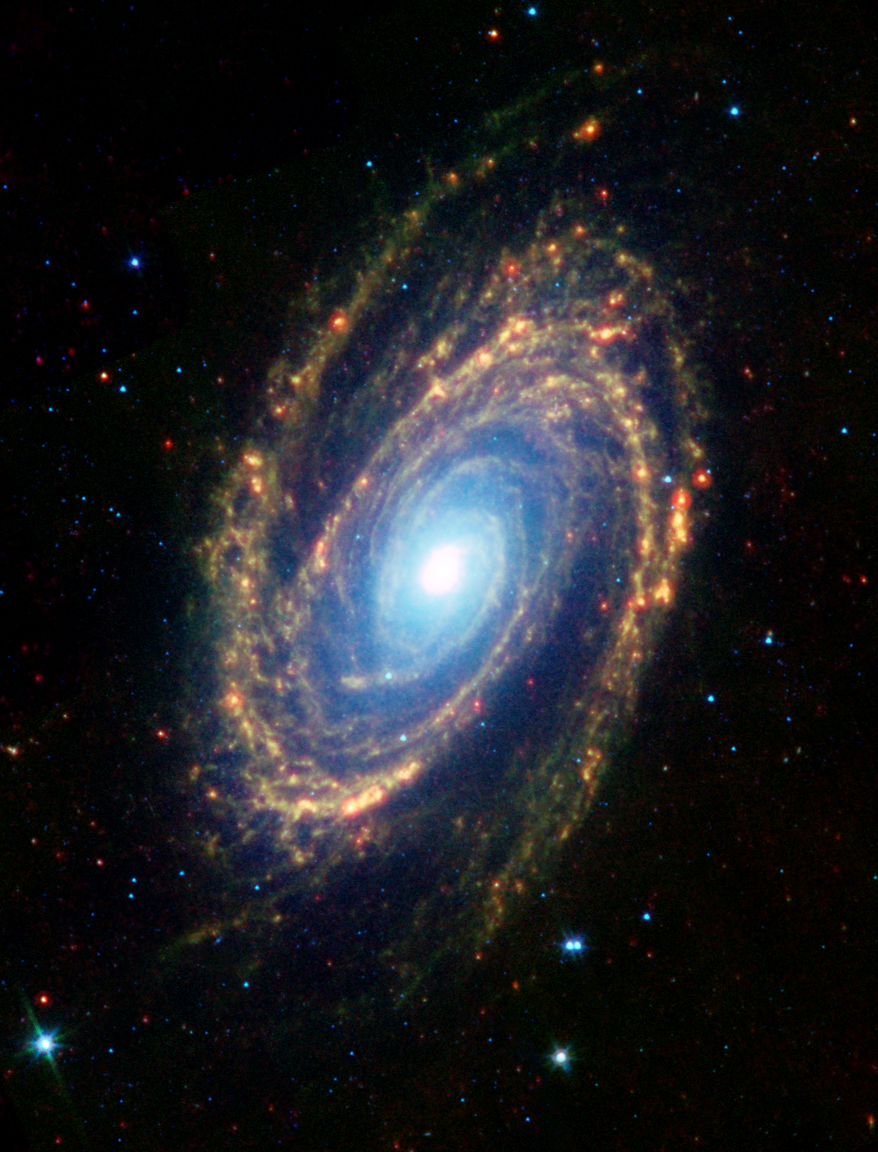
مجرة مسييه 81 بتصوير مقراب سبيتزر الفضائي.
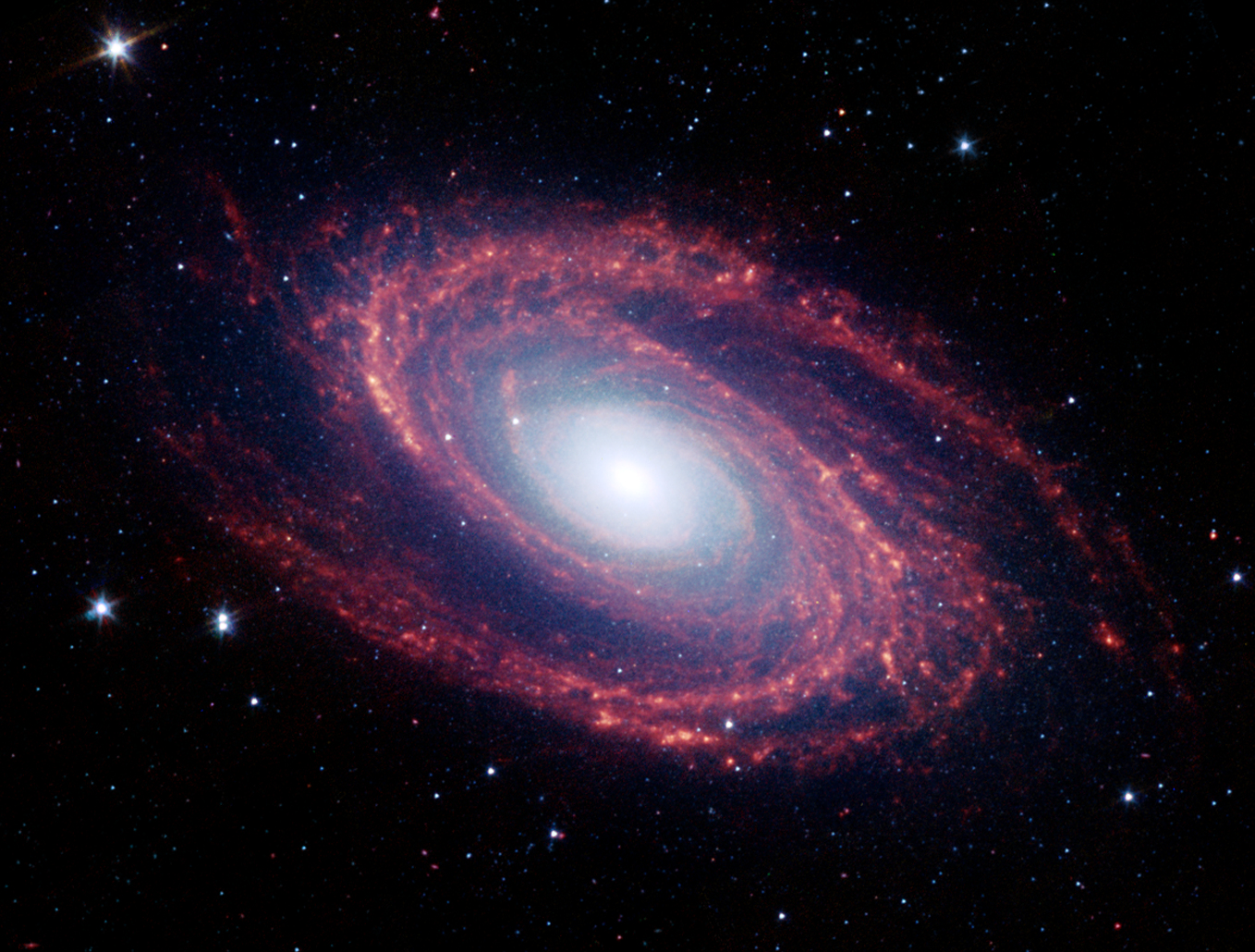
مجرة مسييه 81 بتصوير مقراب سبيتزر الفضائي
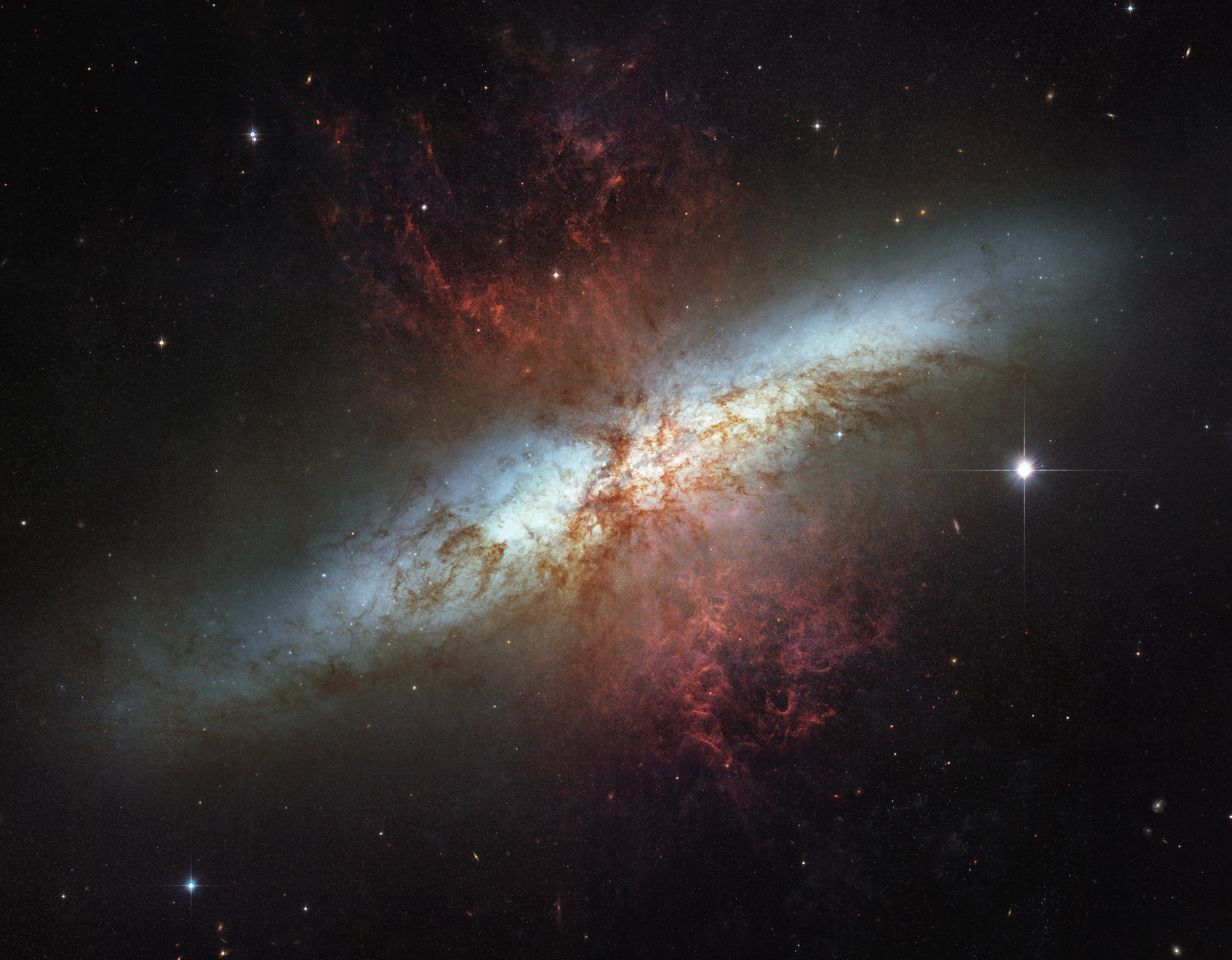
تفجير نجمي في ام82 من تلسكوب هابل الفضائي ، منطقة نشأة نجوم وليدة.
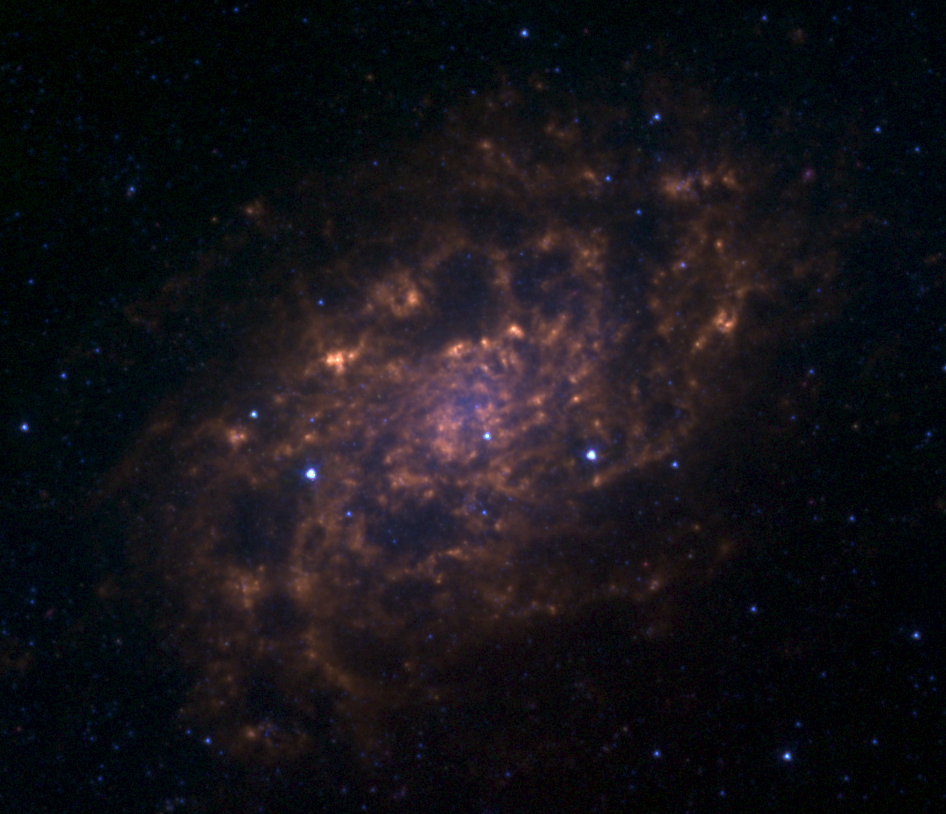
NGC 2403 صورة للأشعة تحت الحمراء القريبة ، مقراب سبيتزر الفضائي.
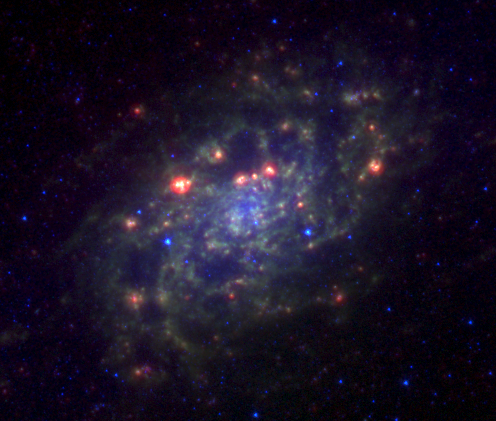
NGC 2403 صورة الأشعة تحت الحمراء المتوسطة القادمة منها
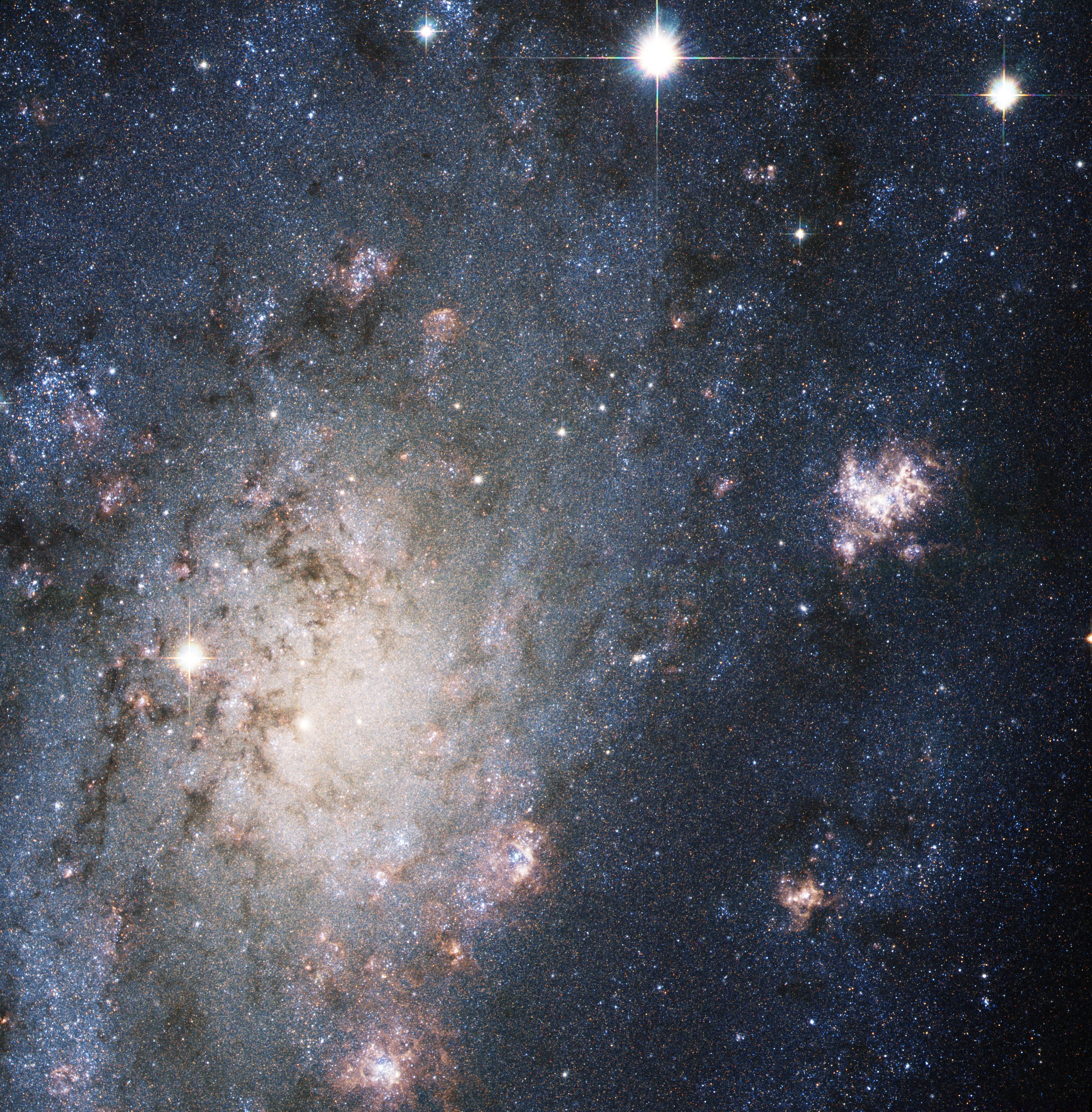
NGC 2403 صورة من تلسكوب هابل الفضائي
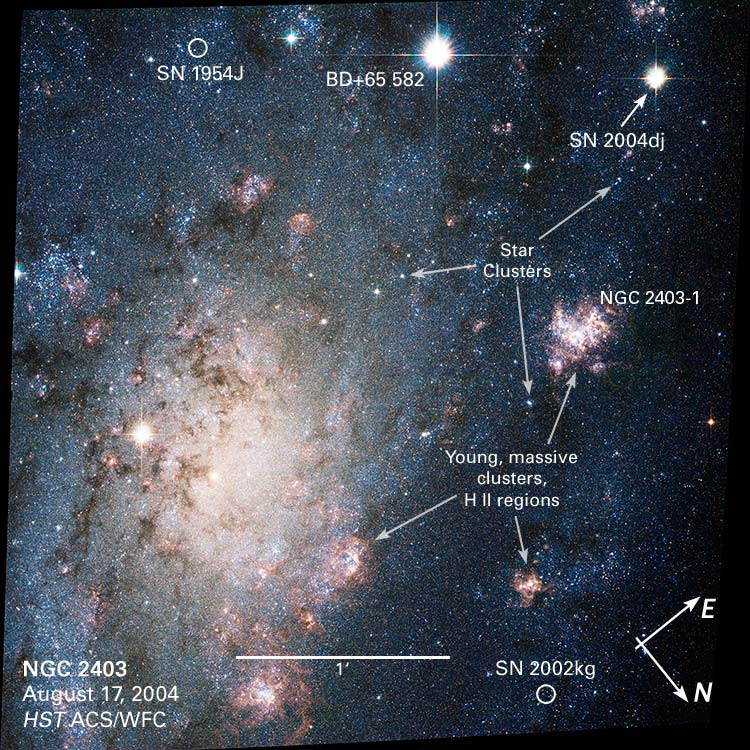
NGC 2403 صورة من تلسكوب هابل الفضائي موضحة.
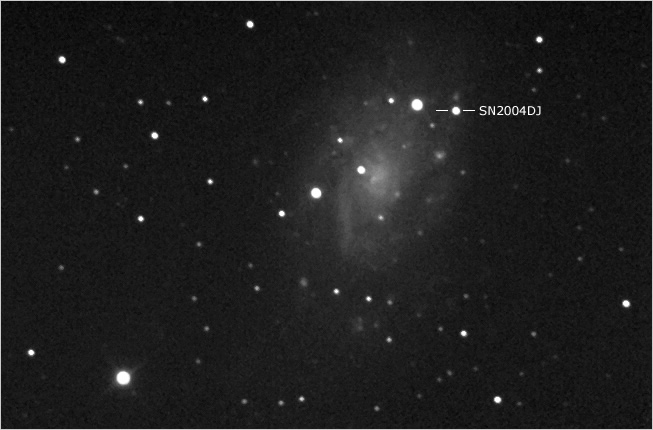
مستعر أعظم SN2004DJ في المجرة الحلزونية NGC 2403
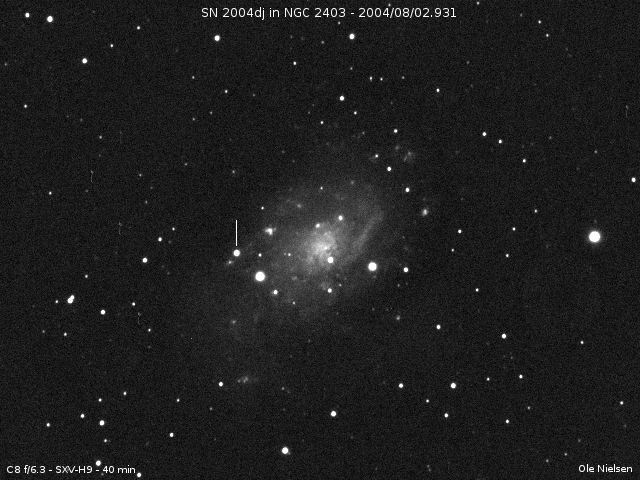
مستعر أعظم 2004dj في المجرة NGC 2403
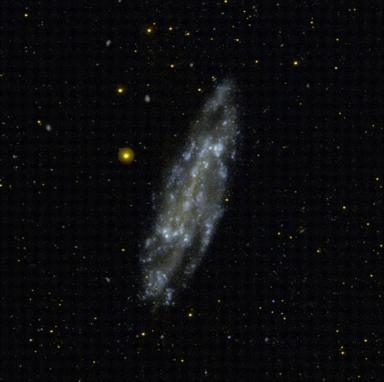
NGC 4236 من مرصد GALEX
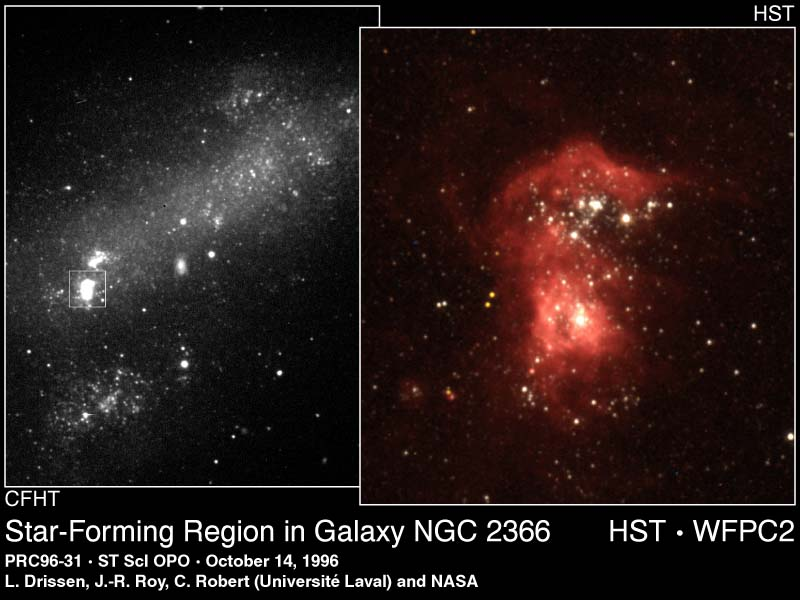
NGC 2366 من تلسكوب هابل الفضائي.
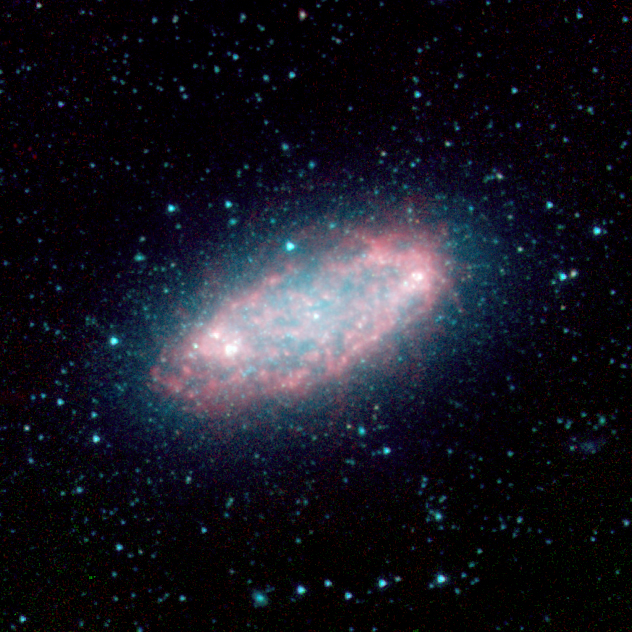
Galaxy NGC 2976 من مقراب سبيتزر الفضائي للأشعة تحت الحمراء
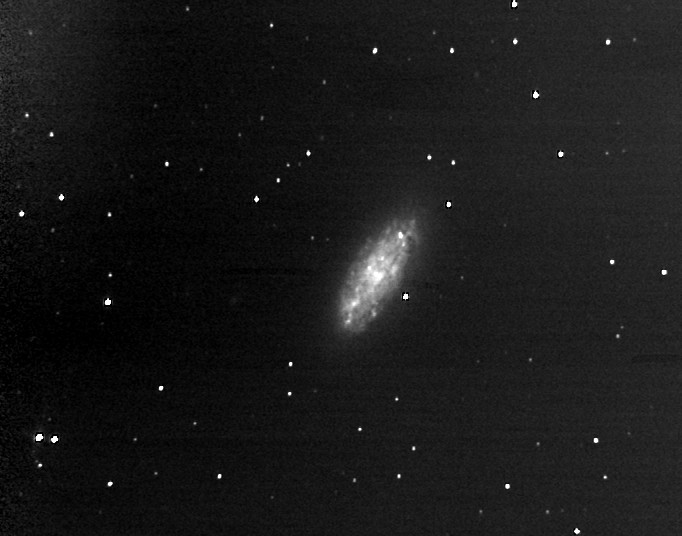
المجرة NGC 2976 صورة التقطها أحد هواة الفلك.
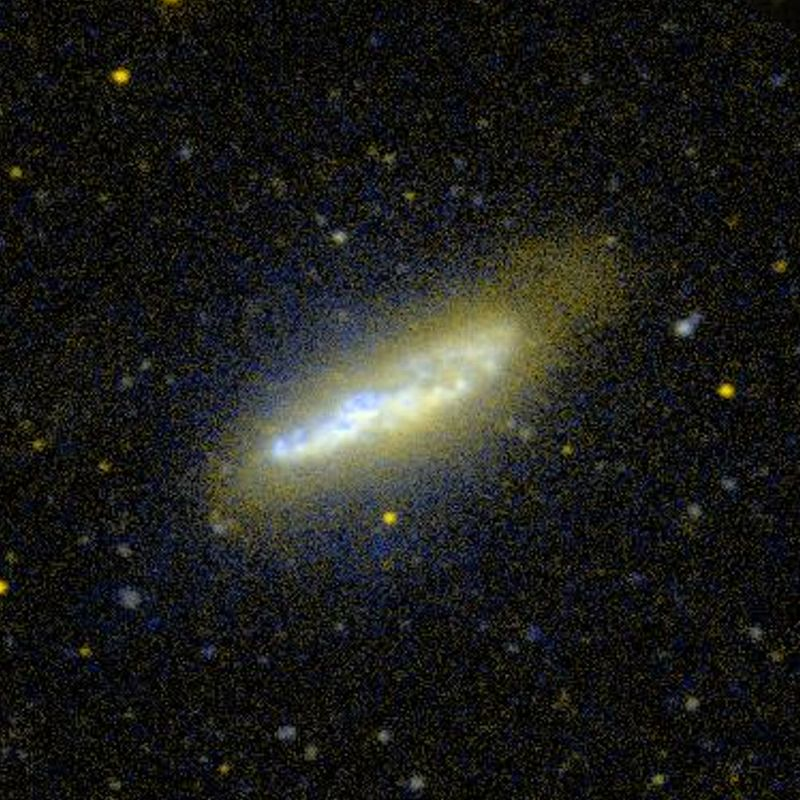
المجرة NGC 4605 من مرصد GALEX
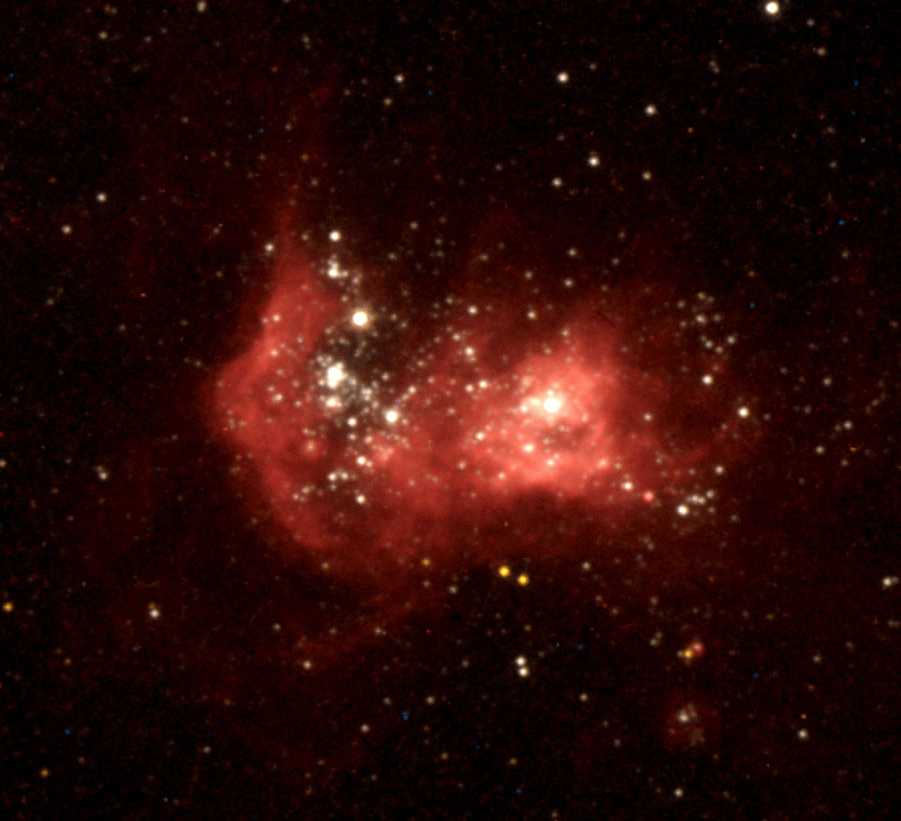
NGC 2363 من تلسكوب هابل الفضائي
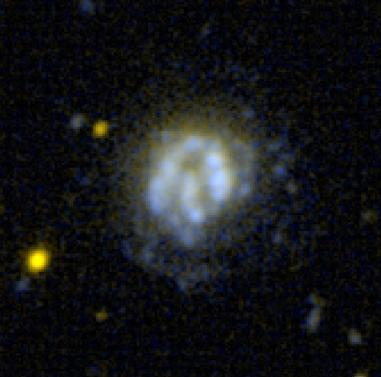
NGC 2537 من مرصد GALEX
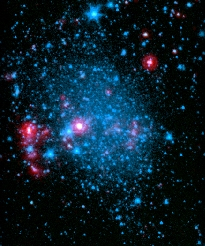
Holmberg II صورة للأشعة تحت الحمراء بواسطة مقراب سبيتزر الفضائي
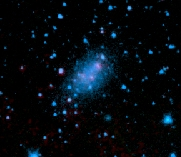
UGC 5423 / M81 والمجرة القزمة B من مرصد سبيتزر الفضائي للأشعة تحت الحمراء.
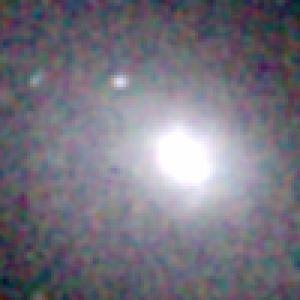
NGC 3077 من مرصد 2MASS
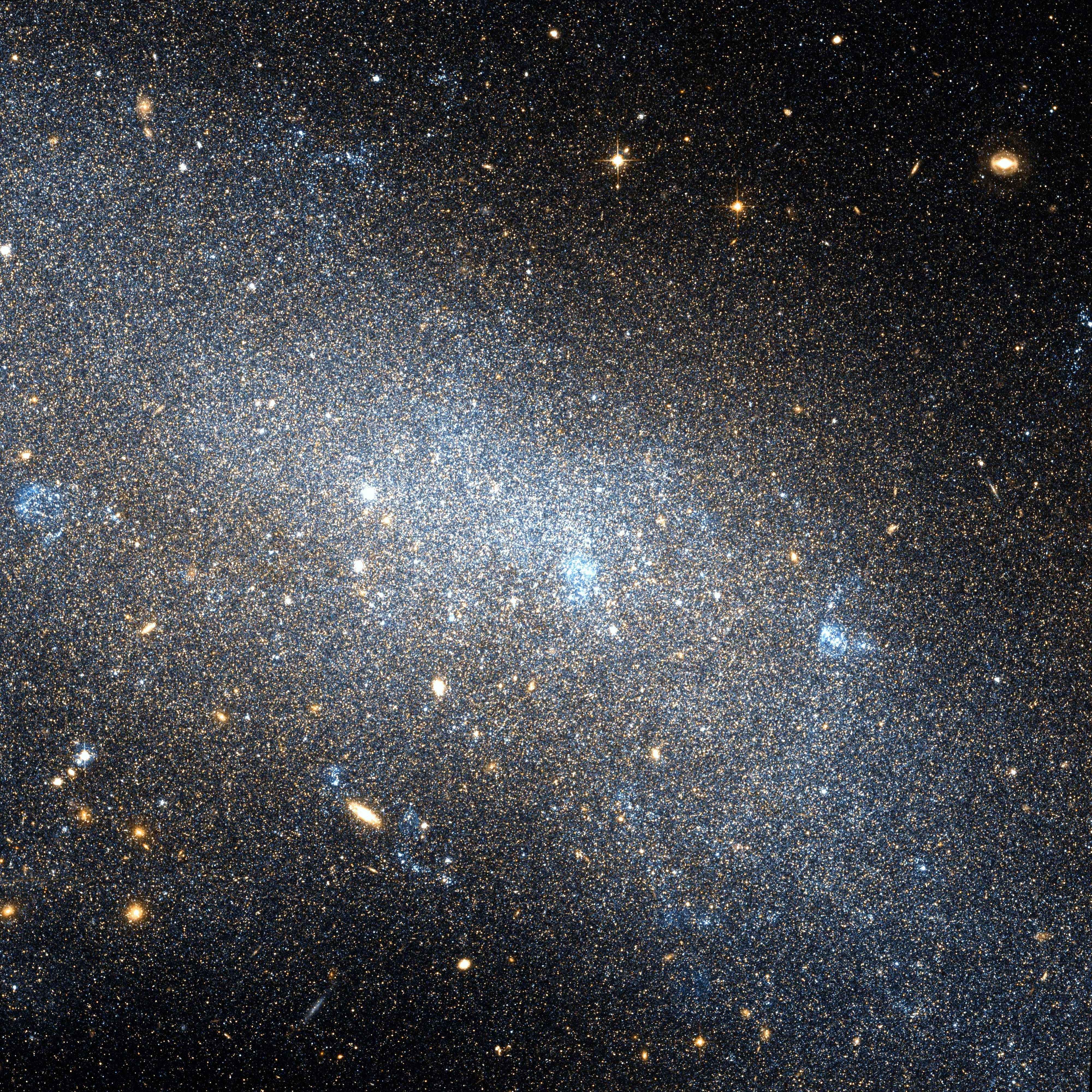
IC 2574